# 勤業眾信聯合會計師事務所
勤業眾信聯合會計師事務所（英語：Deloitte & Touche，簡稱：勤業眾信），為台灣加盟德勤（Deloitte）會計師事務所全球網路的加盟所之一。目前勤業眾信在台灣共有約157位聯合執業會計師及超過3,800位的專業人員提供專業服務，除台北總部外，於新竹、台中、台南、高雄皆設有服務據點。

## 沿革與發展[4]

### 勤業之歷史沿革
- 1960年，宋作楠創立「宋作楠會計師事務所」；
- 1964年，宋作楠會計師事務所與SGV（亞洲最大的會計師事務所暨企管顧問公司集團）合作，雙方簽約成立「華成企業管理服務社」。透過SGV與世界九大會計師事務所中的六家建立合作關係（Arthur Andersen（AA）、Arthur Young（AY）、Coopers & Lybrand（C&L）、Deloitte Haskins & Sells（DHS）、Ernst & Whinney（E&W）、KMG Main Hurdman（KMG））；
- 1968年，宋作楠會計師事務所成立稅務投資部門；
- 1970年，宋作楠會計師事務所更名為「勤業會計師事務所」；
- 1986年，勤業會計師事務所成立「財團法人勤業教育基金會」；
- 1996年，成立「勤業財稅諮詢顧問公司」；1997年，成立「勤業國際財務顧問公司」。

### 眾信之歷史沿革
- 1954年，蔣書棟成立「眾信會計師事務所」；
- 1970年，代表八大會計師事務所之一的Touche Ross提供客戶在台投資之會計服務；
- 1982年，「眾信會計師事務所」與「賴崇慶會計師事務所」合併為「眾信崇慶會計師事務所」；
- 1985年，加入安達信世界組織，成為其會員事務所；同年正式成為Touche Ross在台之會員事務所；
- 1989年，Deloitte Haskins & Sells（DHS）與Touche Ross合併為Deloitte Touche Tohmatsu（DTT）；同年，涂三遷主持之「邦貴永立會計師事務所」與「眾信崇慶會計師事務所」合併更名為「眾信聯合會計師事務所」，並成立「眾信企業管理顧問公司」；
- 1995年，成立「眾慶企業管理顧問公司」；
- 2002年，加入國際組織「Deloitte Touche Tohmatsu」成為其會員，並成立「財團法人眾信教育基金會」；
- 2003年6月1日，勤業會計師事務所與眾信聯合會計師事務所結合新設「勤業眾信會計師事務所」，英文名稱為「Deloitte & Touche」，成為國際組織「Deloitte Touche Tohmatsu」在台之唯一會員，由魏永篤會計師擔任首任總裁，涂三遷會計師擔任首任董事長；同年並成立「財團法人林柄滄教育基金會」。

### 勤業眾信合併後之歷史沿革
- 2006年，首任總裁魏永篤會計師及董事長涂三遷會計師3年任期在5月底屆滿，6月1日由張日炎會計師接任總裁、楊民賢會計師接任董事長。
- 2007年，勤業眾信會計師事務所7月成立「大陸台商服務團」，從台灣派遣30位專業審計人員，由池瑞全會計師及葉東煇會計師率領赴上海德勤會計師事務所（Deloitte China）任職，就近服務當地台商。
- 2009年，黃樹傑會計師經合夥人推選為第三任總裁並由林谷同會計師擔任董事長，6月1日率領新經營團隊正式交接就任。同年取得海外申報第一家回台上市客戶，以及國際會計準則第一家委任導入客戶。
- 2012年，陳清祥會計師經合夥人推選為第四任總裁，並由楊民賢會計師擔任董事長，6月1日率領新經營團隊正式交接就任。
- 2013年，勤業眾信獲證交所頒發「流通證券獎─會計師事務所第1名」/ 施景彬會計師獲證交所頒「流通證券獎─會計師第1名」。
- 2014年，跨國優興諮詢顧問公司（Universum）頒布亞太區商科「最具吸引力雇主」（Most Attractive Employers in Asia pacific）第二名。
- 2015年，郭政弘會計師經合夥人推選為第五任總裁，並由賴冠仲會計師擔任董事長，6月1日率領新經營團隊正式交接就任。
- 2018年，賴冠仲接任第六屆總裁職務，並由郭政弘接任董事長，6月1日率領新經營團隊正式交接就任。
- 2018年6月22日，勤業眾信遷入台北信義區南山廣場。[2]
- 2021年，柯志賢會計師經合夥人推選為第七任總裁，並由洪國田會計師擔任董事長，6月1日率領新經營團隊正式交接就任。

## 爭議

### 康友-KY掏空案財報
- 2020年9月29日，勤業眾信聯合會計師施景彬、江明南，因涉及康友-KY財報作假一事，被金管會要求停止其2年辦理證券交易法所定的簽證業務，停業期從2020年10月1日起至2022年9月30日止。勤業眾信表示，「本所深表遺憾，將委請律師依法提起訴願」。[5]

- 2023年4月，台灣台北地方法院就本件作出一審判決，命施景彬、江明南依證券交易法第20-1條第3項、第5項財報不實的賠償規定，因其簽證過失分別負擔25%的損害賠償責任，賠償金額各高達新台幣13.35億元[6]。

## 外部連結
- 勤業眾信聯合會計師事務所 （页面存档备份，存于）
- 勤業眾信通訊 （页面存档备份，存于）
- 勤業眾信聯合會計師事務所(Deloitte Taiwan) 官方粉絲的Facebook專頁
- 勤業眾信 有問必答的Facebook專頁
- 勤業眾信人聯誼會 （页面存档备份，存于）
- IFRS 知識網 （页面存档备份，存于）
- 躍馬中原 GoChina (勤業眾信E智網) （页面存档备份，存于）
- Audit JSP （页面存档备份，存于）
- YouTube上的Deloitte Taiwan頻道